# Keltonia bifurca
Keltonia bifurca är en insektsart som beskrevs av Henry 1991. Keltonia bifurca ingår i släktet Keltonia och familjen ängsskinnbaggar. Inga underarter finns listade i Catalogue of Life.